# 阿德姆·布傑明萊
阿德姆·布傑明萊（Adem Boudjemline，1994年2月28日—）是一名阿爾及利亞角力運動員，主攻男子古典式項目。他曾獲得非洲運動會男子古典式85公斤級冠軍。他也參加了2016年里約奧運。

## 外部連結
- International Wrestling Datbase